# Pošetky

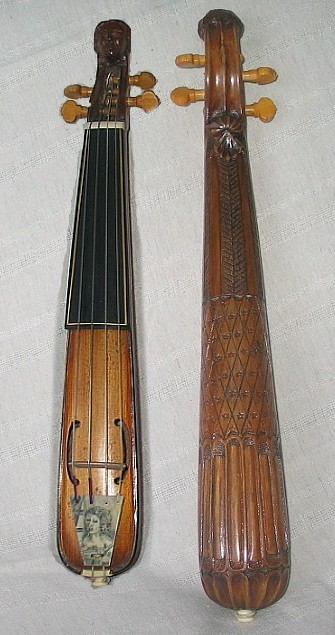
Pošetky

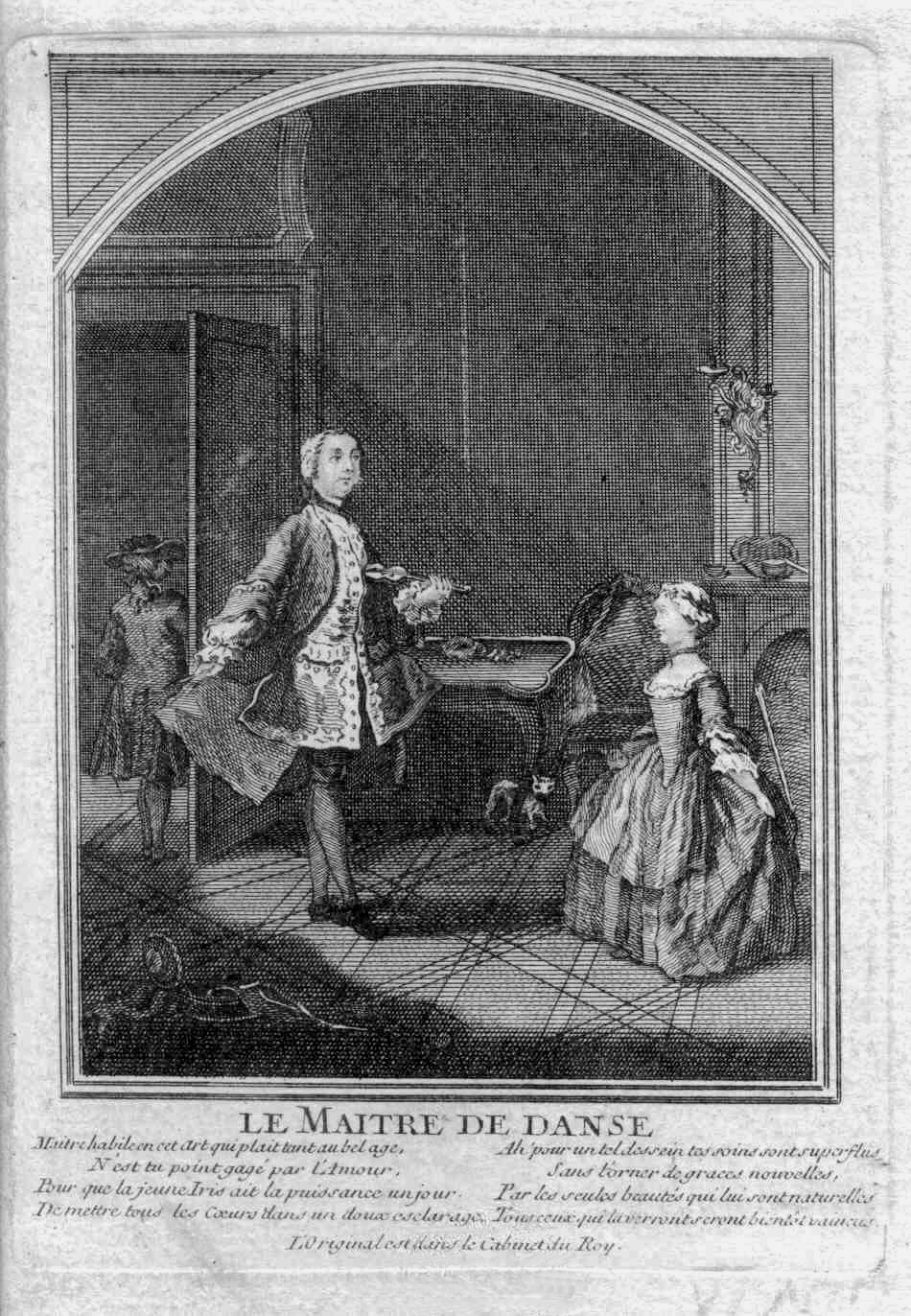
Taneční mistr v 18. století

Pošetky (z franc. pochette, od poche, kapsa), také poccetto nebo violino piccolo, jsou menší a velmi úzké housle s poměrně dlouhým krkem, které se stavěly hlavně pro potřeby tanečních mistrů a pouličních hudebníků. Měly poměrně slabý zvuk a někdy jen tři struny, laděné o kvartu výš než struny d, a, e u houslí. Protože byly tak štíhlé, vešly se snadno do kapsy, například v šosu kabátu.

## Použití
Taneční mistr na ně většinou jen předehrával melodii nebo je používal k udržení taktu a rytmu. Větší housle by mu při tanci překážely a o kvalitu zvuku tolik nešlo.

## Historie
Malé a zejména úzké smyčcové nástroje se používaly už ve středověku, velké rozšíření pošetek začalo s rozmachem taneční hudby v 16. století. Tehdy je stavěli i slavní houslaři, například Stradivari nebo Guarneri. Používaly se až do 20. století, kdy je nahradila reprodukovaná hudba (gramofon).